# Zucchero vanigliato

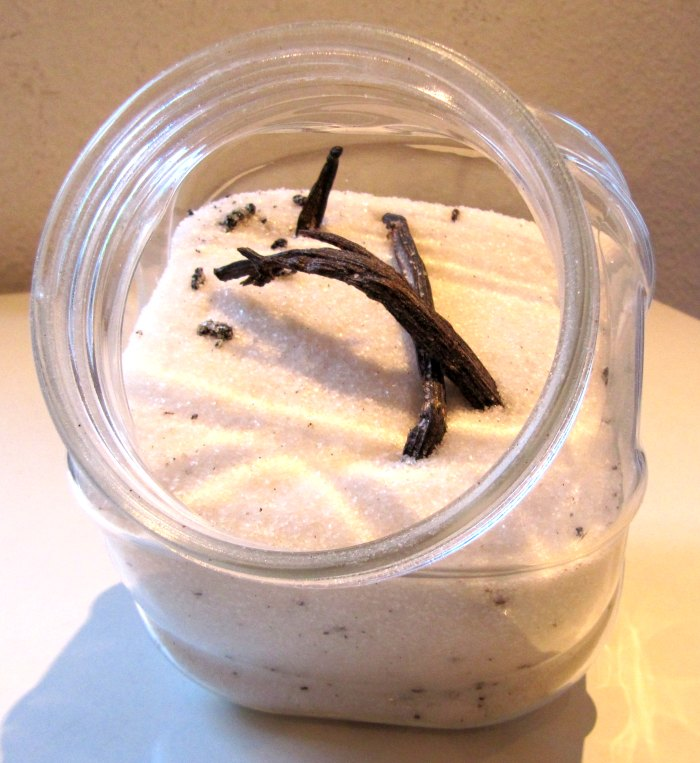

Lo  zucchero vanigliato o zucchero alla vaniglia è una variante dello zucchero a velo aromatizzata alla vaniglia. Viene ricavato lasciando macerare per diverse settimane dello zucchero macinato ottenuto dalla barbabietola da zucchero a dei bastoncini di vaniglia. Lo zucchero vanigliato è un ingrediente utilizzato per preparare molti dolci nei paesi dell'Europa centrale e scandinava e, proprio per tali ragioni, è costoso e difficile da reperire nei paesi non europei.
Esiste inoltre una variante più economica e meno saporita conosciuta come zucchero alla vanillina, a base di vanillina o etil-vanillina.